# Calvão (Vagos)
Calvão ist eine Gemeinde (Freguesia) im portugiesischen Kreis Vagos. In ihr leben 2186 Einwohner (Stand 19. April 2021).